# Battaglia dei Dardanelli (1656)
La Terza battaglia dei Dardanelli nella quinta guerra veneto-ottomana che ebbe luogo il 26 giugno 1656 presso lo Stretto dei Dardanelli. La battaglia risultò una chiara vittoria per la Repubblica di Venezia e per i Cavalieri Ospitalieri sull'Impero ottomano, anche se il loro comandante, Lorenzo Marcello, morì subito all'inizio dello scontro.

## Antefatto
Dal 1645, Venezia e l'Impero ottomano erano in guerra per il possesso dell'isola di Creta. Le forze ottomane avevano catturato gran parte dell'isola nei primi anni della guerra, ma non furono in grado di strappare ai veneziani la capitale (all'epoca Candia, attuale Heraklion), pesantemente fortificata. I veneziani avevano tentato di tagliare i rifornimenti all'esercito ottomani in loco diverse volte bloccando lo stretto dei Dardanelli, attraverso il quale gli ottomani giungevano nel Mar Egeo da Costantinopoli.

## Le prime fasi
Il comandante veneziano Lorenzo Marcello raggiunse l'isola di Imbros, appena fuori dallo stretto dei Dardanelli, il 23 maggio 1656 con 13 vascelli, 6 galeazze e 24 galee oltre ad altri vascelli minori al comando di Pietro Bembo. L'11 giugno, 7 galee maltesi al comando di Gregorio Carafa giunsero sul posto in sostegno ai veneziani, facendo salire il numero totale delle navi della coalizione cristiana a 29 vascelli, 7 galeazze e 31 galee.
Il 23 giugno gli ottomani, al comando di Kenan o Chinam Pasha, un russo convertito all'islam, apparvero allo stretto con 28 vascelli, 9 galeazze e 61 galee. Il 24 giugno le batterie d'artiglieria di terra dei turchi presso lo stretto spararono i primi colpi nella speranza di scacciare i veneziani, ma non riuscirono nel loro intento.

## La battaglia
La mattina del 26 giugno i venti provenivano da nord e gli ottomani si prepararono a salpare velocemente dal momento che sapevano che le galee veneziane non sarebbero state in grado di assistere le loro stesse navi alleate controvento. Il vento però mutò a sudest, intrappolando gli ottomani nel settore asiatico dello Stretto. Kenan Pasha riuscì a passare con 14 galee ma il resto delle navi finirono per essere catturate, affondate o bruciate. La San Marco era la nave veneziana più avanzata dell'epoca e fu la prima a intervenire per tagliare la ritirata agli ottomani, ma dovette recedere di fronte all'artiglieria pesante nemica.
Nel corso della battaglia, il capitano generale veneziano Lorenzo Marcello venne ucciso da una palla di cannone che lo prese in pieno, ma la sua morte venne mantenuta segreta sino alla fine dello scontro per ordine del suo secondo in comando, il "provveditore" della flotta, Barbaro Jacopo Badoer.

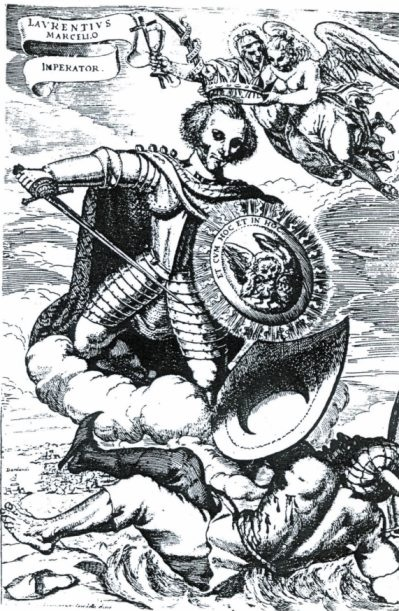
Immagine celebrativa di Lorenzo Marcello nell'atto di schiacciare un turco. Venezia, Biblioteca del Civico Museo Correr, Stampe

Il giorno successivo allo scontro si ebbero altre piccole schermaglie e sul finire del giorno, la flotta ottomana aveva perso 4 grandi navi, 5 galeazze e 13 galee che erano state catturate dai veneziani, mentre 22 vascelli, 4 galeazze e 34 galee erano state affondate o erano andate bruciate. Solo 2 vascelli e 14 galee ottomane riuscirono a fuggire. Delle navi catturate, i cavalieri maltesi ricevettero 2 galeazze, 8 galee e 1 "super galea" (o galeazza). I veneziani persero in tutto tre navi che andarono bruciate nello scontro, con 207 morti, 260 feriti e 94 dispersi. Le perdite maltesi ammontarono a 40 morti e più di 100 feriti. Circa 5000 cristiani impiegati come schiavi a bordo delle galee della flotta ottomana vennero liberati nell'operazione.

## Conseguenze
Fu questa la più pesante delle sconfitte subite dagli ottomani dalla Battaglia di Lepanto, e ciò permise ai veneziani di occupare senza opposizione le importanti isole di Tenedos e Lemno, stabilendo così la possibilità di un blocco permanente presso lo Stretto dei Dardanelli. Come risultato, fu impossibile per gli ottomani riconquistare Creta e la stessa Costantinopoli subì una tremenda carestia nell'inverno successivo. In una successiva battaglia in tre giorni nel luglio del 1657, ad ogni modo, il blocco venne rotto nuovamente dagli ottomani.

## Ordine di battaglia

### Flotta cristiana

#### Venezia (Lorenzo Marcello e Pietro Bembo)
- Fregata Contarini
- Tomaso Francesco
- Principessa grande
- Tre Re
- Croce d'Oro
- Principessa piccola
- Gallo d'Oro
- Sacrificio d'Abram
- Aquila Coronata (Kronede Arend)
- Profeta Samuel
- Arma di Nassau - Burnt
- Lionessa
- Arma di Lech
- Leon Negro
- Madonna del Carmine
- Santa Caterina
- Profeta Elia
- San Bartolamio
- Fama Volante
- Ercole
- Rosa Bianca
- Speranza (o San Nicola)
- Principe di Colognia
- San Pietro (originariamente olandese) - bruciata
- Sultana/San Marco (ex ottomana) - abbandonata e poi bruciata
- Santa Margarita
- Paramor
- 7 galeazze
- 24 galee

#### Malta (Gregorio Carafa)
- 7 galee

### Impero ottomano (Kenan Pasha)
- 4 grandi navi da guerra - catturate
- 24 altre navi - 22 affondate/bruciate
- 2 barcacce - catturate
- 9 galeazze - 5 catturate, 4 affondate/bruciate
- 61 galee - 13 catturate, 34 affondate/bruciate